# جلال الدين حسين
جلال الدين حسين بن أويس بن حسن الجلائري هو رابع السلاطين الجلائريين وحفيد مؤسس هذه السلالة الملكية حسن الكبير. اعتلى عرش السلطنة خلفًا لوالده أويس الأول في 2 جمادى الأولى 776هـ.
نصبه الأمراء الجلائريون سلطانًا للدولة بعد إعدام أخيه الأكبر حسن. وكان العراق في عهده مطمئنًا معمورًا. قال ابن تغري يصف السلطان: